# Melampsoridium inerme
Melampsoridium inerme är en svampart som beskrevs av Suj. Singh & P.C. Pandey 1972. Melampsoridium inerme ingår i släktet Melampsoridium och familjen Pucciniastraceae.   Inga underarter finns listade i Catalogue of Life.